# Marina Provenzzano
Marina Provenzzano (Rio de Janeiro, 18 de agosto de 1983) é uma atriz brasileira.

## Carreira profissional
Carioca, nascida e criada na Zona Sul, com ascendência italiana, Marina iniciou aos dez anos de idade nas artes cênicas, integrou aos 14 anos a equipe do Teatro O Tablado e, depois, da Casa de Cultura Laura Alvim, ambos na cidade do Rio de Janeiro. Posteriormente Marina estudou o curso de cinema na Pontifícia Universidade Católica do Rio de Janeiro (PUC-Rio).
Fez uma breve participação na TV, em 2013, na A Grande Família, série de televisão produzida e exibida pela TV Globo. Mas é no cinema onde se concentram a maioria dos trabalhos feitos por Marina, estreou com o filme A Frente Fria que a Chuva Traz (2015), e posteriormente fez Mormaço (2018), O Grande Circo Místico (2018) e Aumenta que É Rock 'n Roll (2024), entre outros.
Provenzzano foi destaque na  46ª edição do Festival de Gramado, em 2018, quando Mormaço e O Grande Circo Místico, dois filmes do qual fez parte do elenco, foram apresentados; tendo seu sido o seu trabalho artístico bem avaliado pela crítica e pelo público em geral.
Marina Provenzzano, na Netflix, em 2020, esteve no elenco de Bom Dia, Verônica. Já pela Globoplay, esteve em Fim (2023), e, em 2024,  participou da primeira temporada da série Suíte Magnólia, produzida pelo Canal Brasil em parceria com a Casé Filmes.